# 남원여객
남원여객(南原旅客)은 전북특별자치도 남원시의 시내버스 회사로, 남원 시내버스를 독점 운행한다. 본사는 전북특별자치도 남원시 남문로 315 (왕정동) 남원역 남동쪽에 있다.

## 현재 보유 차량

#### 자일대우버스
- 자일대우 레스타
- 자일대우 NEW BS090

#### 현대자동차
- 현대 그랜드 스타렉스 (수요응답형)
- 현대 카운티 뉴 브리즈
- 현대 그린시티
- 현대 일렉시티 타운

## 같이 보기
- 전북고속